# Oliver Friggieri
Oliver Friggieri (Floriana, 27 marzo 1947 – 21 novembre 2020) è stato uno scrittore, poeta e critico letterario maltese.
Fu anche un filosofo specializzato in epistemologia e esistenzialismo.

## Biografia
Nacque a Floriana, nei pressi della Valletta nel 1947.
Studiò al seminario dell'Arcidiocesi cattolica di Malta, e successivamente all'Università di Malta. Acquisì un "Bachelor of Arts" in Maltese, Italiano e Filosofia (1968), poi il "Master’s degree" nel 1975. Nel 1978 conseguì un Dottorato in letteratura Maltese e Critica letteraria all'Università Cattolica di Milano.
Friggieri iniziò nel 1968 a insegnare  Maltese e Filosofia nelle scuole secondarie. Poi, nel 1976, prese servizio presso l'Università di Malta, prima come Assistente Lettore, poi come Lettore (1978), e successivamente come Lettore Associato (1988). Fu quindi scelto a capo del dipartimento di  Maltese. Diventò professore di Letteratura maltese e Teoria letteraria nel 1990.
Nel frattempo, tra il 1970 e il 1971, Friggieri fu molto attivo nel movimento letterario (Moviment Qawmien Letterarju). Entrò nel comitato editoriale di "Il-Polz" (1969-73), un periodico letterario maltese, di cui divenne redattore (1974-75). Co-fondò "Is-Saghtar" (1971), una rivista letteraria e culturale per bambini, e da allora rimase nel suo comitato editoriale. Collaborò anche alla creazione di una casa editrice, "Klabb Kotba Maltin" (Maltese Book Club), che ha facilitato la pubblicazione di libri in  maltese. Fu redattore del "Journal of Maltese Studies" dal 1980.
Nel 2008 Friggieri pubblicò un'autobiografia, Fjuri li ma Jinxfux (Flowers Which Never Wither), relativa agli anni 1955-90 della sua vita.
Friggieri parlava correntemente latino, italiano, maltese e inglese e compose varie opere anche in italiano, inoltre si dedicò molto allo studio della poesia di Dun Karm.
Era membro dell'Associazione Internazionale dei Critici Letterari di Parigi e membro fondatore dell'Academia International Mihai Eminescu di Craiova (Romania).

## Opere
- Kittieba ta' Żmienna, 1970
- Ir-Ruħ fil-Kelma, 1973
- Rużar Briffa - L-Aħħar Poeżiji u Taħdita Letterarja, 1974
- Ġ.A. Vassallo - 'Il-Ġifen Tork', 1975
- Il-Kultura Taljana f'Dun Karm, 1976
- Fl-Għarbiel, 1976
- Mekkaniżmi Metaforiċi f'Dun Karm, 1978
- Storja tal-Letteratura Maltija, I, 1979
- Saġġi Kritiċi, 1979
- Dun Karm - Il-Poeżiji Miġbura, 1980
- L'esperienza leopardiana di un poeta maltese: Karmenu Vassallo, SPES Milazzo, 1983. ISBN 978-99909-45-84-3
- Rużar Briffa - Il-Poeżiji Miġbura, 1983
- Ġwann Mamo - Il-Kittieb tar-Riforma Soċjali, 1984
- L-Idea tal-Letteratura, Bugelli, 1986
- Dun Karm - 'Il-Jien u Lil hinn Minnu', T. Cortis, 1988
- Dun Karm, 1989
- Saggi sulla letteratura maltese, 1989
- Il-Kuxjenza Nazzjonali Maltija, 1995
- L-Istudji Kritiċi Miġbura, I, edizzjoni mħejjija minn Victor Fenech, 1995
- L-Istorja tal-Poeżija Maltija, Pubblikazzjonijiet Indipendenza, 2001
- Sotto l'ombra degli occhi. Antologia poetica, Trieste, FrancoPuzzoEditore, 2002. ISBN 978-88-88475-03-5. Premio Internazionale Trieste Poesia 2002
- 'Dun Karm - Le poesie italiane, Malta University Press, 2007

### Opere tradotte in italiano dal maltese
- Oliver Friggieri, La voce dell'onda, traduzione di Bruno Rombi e Arnold Cassola, 1991, SBN CAG0927288.
- Oliver Friggieri, Noi siamo un desiderio, traduzione di Bruno Rombi, 1999, SBN RML0172317.
- Oliver Friggieri, Sotto l'ombra degli occhi : antologia poetica, traduzione di Bruno Rombi, 2002, SBN TSA0548875.
- Oliver Friggieri, I bambini arrivano in nave, traduzione di Bruno Rombi, 2010, SBN CAG1804512.